# Plan 9
Plan 9 (Plan 9 from Bell Labs) är ett operativsystem utvecklat av Bell Laboratories som är en vidareutveckling av Unix och är också skrivet av samma människor som ursprungligen skrev UNIX[källa behövs]. Namnet härrör från titeln på den amerikanska skräckfilmen Plan 9 from Outer Space (1959).
Plan 9 finns till plattformarna x86, x86-64, MIPS, DEC Alpha, PowerPC, SPARC och ARM.
2005 upplöstes gruppen som utvecklade Plan 9 men utveckling av systemet sker nu i Vita Nuova's regi.
Den senaste releasen (2003) är Fourth Edition.

## Funktioner och teknik
Det interaktiva skalet i Plan 9, att jämföra med till exempel bash, heter rc. Rc ger i stort sett samma funktionalitet som Bourne Shell i Unix. 1
Fönstersystemet heter Rio (det har ersatt det gamla fönstersystemet 8 1/2) och kan jämföras med enklare fönsterhanterare som fvwm. För att navigera 'Rio är det en klar fördel om man har en mus med 3 knappar, det kan visserligen emuleras om man har en mus med färre knappar men det blir enklare att leva med Rio om man uppfyller det basala behovet. 1
Hårdvarustödet i Plan 9 har successivt ökat med åren men man bör kanske inte i första hand försöka installera det på den allra senaste hårdvaran. En maskin med ett par år på nacken bör fungera mestadels problemfritt men stöd för grafik, ljud och trådlöst nätverk vållar fortfarande stora problem för nya användare.
Ett bra alternativ för dem som vill prova Plan9 är antingen att installera Plan9 i en virtuell maskin eller att använda den vx32-baserade virtuella maskinen 9vx. Ett annat alternativ är att installera en "fork" av den officiella Plan9 som har mer hårdvarustöd, till exempel 9atom eller 9front.

## Releaser
- First Edition släpptes 1993.
  - First Edition var enbart tillgängligt för universitet.
- Second Edition släpptes 1995.
  - Second Edition var en strikt kommersiell produkt.
- Third Edition släpptes 7 juni 2000.
  - Third Edition var den första versionen med öppen källkod och släpptes för nedladdning.
- Fourth Edition (nuvarande version) släpptes 9 juni 2003.